# Pentodontoschema capicola
Pentodontoschema capicola är en skalbaggsart som beskrevs av Louis Albert Péringuey 1901. Pentodontoschema capicola ingår i släktet Pentodontoschema och familjen Dynastidae. Inga underarter finns listade i Catalogue of Life.